# Giulian Biancone
Giulian Biancone, né le 31 mars 2000 à Fréjus en France, est un footballeur français. Il évolue au poste d'arrière droit à l'Olympiakós.

## Biographie

### Débuts à Monaco
Formé à Monaco, Biancone joue son premier match de Youth League le 3 octobre 2018 face à Dortmund. Lors de son deuxième match face à Bruges, il délivre une passe décisive. Il joue son premier match professionnel le 28 novembre 2018 en Ligue des champions contre l'Atlético de Madrid (défaite 2 buts à 0), où il est titularisé comme latéral droit.
Le 19 décembre 2018, il est titulaire et joue 90 minutes face au FC Lorient en Coupe de la Ligue (victoire 1-0). Durant cette rencontre, il inscrit le but de la qualification à la 70e minute de jeu. Il s'agit de son premier but en professionnel. Le 22 décembre 2018 il joue son premier match de Ligue 1, titulaire 90 minutes face à Guingamp. Giulian Biancone est ensuite titulaire 90 minutes lors du premier tour de coupe de France le 6 janvier 2019 (victoire 1-0).

### Prêt au Cercle Bruges
Après avoir signé son premier contrat professionnel, il est prêté pour une saison au Cercle Bruges, club filial de l'ASM. Giulian Biancone rate la première journée de Jupiler Pro League car il est à l'Euro U19. Biancone joue ensuite son premier match en Belgique le 3 août 2019 lors de la deuxième journée du championnat. Il marque son premier but le 23 novembre 2019 lors d'un match nul 1-1 face à Waasland-Beveren. Sa première saison en Belgique lui permet de finir meilleur passeur de son club. 
S'il commence la saison suivante avec Monaco, son prêt est prolongé d'un an supplémentaire en fin de mercato.

### Départ à Troyes
Le 12 août 2021, l'AS Monaco annonce son transfert à l'ES Troyes AC.

### Nottingham Forest
Le 3 juillet 2022, Giulian Biancone rejoint l'Angleterre afin de s'engager en faveur de Nottingham Forest. Il signe un contrat de trois ans,.

### Olympiakos
Peu utilisé à Nottingham Forest, Giulian Biancone prend la direction de la Grèce afin de s'engager en faveur de l'Olympiakós le 18 septembre 2023.

### En sélection
Il est pour la première fois appelé en équipe de France U19 le 13 février 2019 face à l'Italie. Lors de l'été 2019, il participe à l'Euro U19 en Arménie.

## Palmarès
Olympiakos
- Championnat de Grèce (1) :
  - Champion : 2025
- Coupe de Grèce (1) :
  - Vainqueur : 2025

## Statistiques
| Saison                | Club                     | Championnat           | Championnat | Championnat | Coupe nationale | Coupe nationale | Coupe de la Ligue | Coupe de la Ligue | Supercoupe | Supercoupe | Compétition(s) continentale(s) | Compétition(s) continentale(s) | Compétition(s) continentale(s) | Total | Total |
| Saison                | Club                     | Division              | M.          | B.          | M.              | B.              | M.                | B.                | M.         | B.         | Comp.                          | M.                             | B.                             | M.    | B.    |
| 2018-2019             | AS Monaco                | Ligue 1               | 1           | 0           | 1               | 0               | 1                 | 1                 | -          | -          | C1                             | 2                              | 0                              | 5     | 1     |
| 2020-2021             | AS Monaco                | Ligue 1               | 2           | 0           | -               | -               | -                 | -                 | -          | -          | -                              | -                              | -                              | 2     | 0     |
| Sous-total            | Sous-total               | Sous-total            | 3           | 0           | 1               | 0               | 1                 | 1                 | 0          | 0          | -                              | 2                              | 0                              | 7     | 1     |
| 2019-2020             | Cercle Bruges KSV (prêt) | Jupiler Pro League    | 25          | 1           | -               | -               | -                 | -                 | -          | -          | -                              | -                              | -                              | 25    | 1     |
| 2020-2021             | Cercle Bruges KSV (prêt) | Jupiler Pro League    | 18          | 1           | 2               | 0               | -                 | -                 | -          | -          | -                              | -                              | -                              | 20    | 1     |
| Sous-total            | Sous-total               | Sous-total            | 43          | 2           | 2               | 0               | 0                 | 0                 | 0          | 0          | -                              | 0                              | 0                              | 45    | 2     |
| 2021-2022             | ES Troyes AC             | Ligue 1               | 24          | 0           | -               | -               | -                 | -                 | -          | -          | -                              | -                              | -                              | 24    | 0     |
| Sous-total            | Sous-total               | Sous-total            | 24          | 0           | 0               | 0               | 0                 | 0                 | 0          | 0          | -                              | 0                              | 0                              | 24    | 0     |
| 2022-2023             | Nottingham Forest        | Premier League        | 2           | 0           | -               | -               | 1                 | 0                 | -          | -          | -                              | -                              | -                              | 3     | 0     |
| Sous-total            | Sous-total               | Sous-total            | 2           | 0           | 0               | 0               | 1                 | 0                 | 0          | 0          | -                              | 0                              | 0                              | 3     | 0     |
| Total sur la carrière | Total sur la carrière    | Total sur la carrière | 72          | 1           | 3               | 0               | 2                 | 1                 | 0          | 0          | -                              | 2                              | 0                              | 79    | 2     |